# Симфонія № 14 (Шостакович)
Симфонія № 14, тв. 135 — симфонія Дмитра Дмитровича Шостаковича, написана в 1969 році і вперше виконана у тому ж році. 
Симфонія № 14 присвячена Бенджаміну Бріттену. Її написано під впливом вокального циклу Мусоргського «Пісні і пляски смерті», що був оркестрований Шостаковичем незадовго перед створенням симфонії. Виконавський склад: сопрано, камерний оркестр, що включає групу струнних (10 скрипок, 4 альти, 3 віолончелі, 2 контрабаси), ударні та челести.
У симфонії №14 композитор звернувся до теми смерті  насильницької, передчасної, трагічної.
В симфонії автор використав тексти Гарсіа Лорки (частини № 1,№ 2), Гійома Аполінера (частини №№ 3-8), В. Кюхельбекера (частина № 9) та Райнер Марія Рільке (частини № 10, № 11). Симфонія складається з 11-ти частин:
1. De Profundis(«з глибини», лірико-філософська)
2. Малагенья (зловісно-гротескне скерцо, з атональними елементами)
3. Лорелея (романтична балада про фатальне зіткнення краси із середньовічним фанатизмом)
4. Самогубець (скорботна елегія)
5. Напоготові (марш-кульмінація образів смерті)
6. Мадам, подивіться! (сюрреалістичний дует про загублене серце)
7. У в'язниці Санте (монолог засудженого)
8. Відповідь запорізьких козаків константинопольському султанові (сатира, глузування)
9. О Дельвіґ, Дельвіґ! (велично благородна елегія, утвердження високого етичного начала
10. Смерть поета (розв’язка трагедії)
11. Заключення (всевладна смерть)

Ознаки сонатно-симфонічного циклу: № 1–2 — вступ, № 3 — експозиція сонатного алєґро, № 4 – повільна частина, № 5 — скерцо; № 6–9 — розробка, № 10 — реприза, № 11 — кода.
Через всі частини проходить тема-зерно,що символізує оплакування померлого(соло скрипки).
Як і більшість пізніх творів Шостаковича, ця симфонія значною мірою автобіографічна.

## Характеристика

Перші такти симфонії

### Створення
Чотирнадцята симфонія написана під впливом циклу «Пісні та танці смерті» Модеста Мусоргського, який Д. Шостакович оркестрував у 1962 році, а також на вторгнення Варшавського договору в Чехословаччину після реформ «Празької весни» Олександра Дубчека. Як і Мусоргський, Шостакович торкається теми смерті в різних образах і ситуаціях. Цикл Мусоргського містить лише чотири пісні — занадто мало для охоплення концепції, вважав Шостакович. Він її розширив, вибравши 11 віршів Федеріко Гарсіа Лорки, Гійома Аполлінера, Вільгельма Кюхельбекера та Райнера Марії Рільке.

Шостакович надав цій роботі велике значення, коментуючи в листі до Глікмана: «Все, що я писав до цих пір за ці довгі роки, було підготовкою до цієї роботи». Він додав, що намагався симфонію довести противагу позитивному зображенню смерті в музиці:
«Частково я намагаюся полемізувати з великими класиками, які торкалися теми смерті у своїх роботах. . . . Згадайте смерть Бориса Годунова. Коли ... він помирає, тоді настає якесь прояснення. Пам'ятайте Верді «Отелло. Коли закінчується вся трагедія, а Дездемона та Отелло вмирають, ми також відчуваємо прекрасний спокій. Згадайте Аїду. Коли настає трагічна загибель героя і героїні , вона пом'якшується сяючою музикою».
У пісенному циклі Мусоргського Шостакович знайшов модель, яка виступала проти смерті; у своїй симфонії він намагався ще більше підкреслити цей протест. У своїй передмові до партитури композитор написав:
Я хочу, щоб слухачі роздумували над моєю новою симфонією ... усвідомлювали, що вони повинні вести чисте і плідне життя заради слави своєї Батьківщини, свого народу та найбільш прогресивних ідей, що мотивують наше соціалістичне суспільство. Саме про це я думав, коли писав свою нову роботу. Я хочу, щоб мої слухачі, виходячи із зали, почувши мою симфонію, думали, що життя справді прекрасне.
Хоча намір Шостаковича міг полягати в тому, щоб підкреслити, що життя справді прекрасне, він зробив це, прямо підкресливши протилежне — що кінець життя є потворним і невиправдано негативним. Музика Шостаковича має поміркований характер, і незабаром композитор продовжив роздуми над  стражданнями і смертю в останніх чотирьох струнних квартетах. Як і в його оркеструванні Пісень, оркестрування симфонії є скромним, але надзвичайно образною. Партія голосу характеризується невеликими інтервальними ходами, повтореннями на одній ноті та опорою на природну декламацію. Ця практика взята безпосередньо у Мусоргського.

### Прем'єра
Офіційна прем'єра здійснена у Ленінграді 29 вересня 1969 року силами Московського камерного оркестру під керівництвом Рудольфа Баршая. У перших виконаннях твору були задіяні чотири співаки: сопрано Галина Вишневська та Маргарита Мірошникова, а також баси Марк Решетін та Євген Володимиров. Перший показ, що передував офіційній прем'єрі в Москві та Ленінграді, був зроблений Мірошниковою та Володимировим, проте джерела розходяться щодо вокалістів на офіційних прем'єрах. Офіційний прем'єрний запис на «Мелодії» був з Мірошниковою та Володимировим.
Прем'єра у Великій Британії відбулася на фестивалі в Альдебурзі в 1970 році, її проводив присвячений Бенджамін Бріттен .

### Критика
Сам композитор спочатку не був впевнений, як назвати цей твір, зрештою позначивши його симфонією, а не пісенним циклом, щоб підкреслити єдність твору в музичному та філософському плані: більшість віршів стосуються теми смертності (він відкинув назву ораторії, оскільки у творі відсутній хор; це не хорова симфонія з тієї самої причини).
Не всі частини пов'язані між собою; є кілька перерв між частинами, які ефективно поділяють твір на «звичайну» структуру з чотирьох частин.
У той час багато хто (зокрема Олександр Солженіцин та Лев Лебединський) критикували цю роботу як надто песимістичну. Вілсон стверджує, що навпаки, «завдяки ретельному упорядкуванню текстів [він] передає конкретне послання протесту проти необмеженої влади, яку здійснюють диктатори, посилаючи невинних на смерть» (с. 411).

У Свідоцтві наводяться такі слова Д. Шостаковича:
[Мої критики] прочитали ідею Чотирнадцятої симфонії, як «смерть всесильна». Вони хотіли, щоб фінал був втішним, сказати, що смерть — це лише початок. Але це не початок, це справжній кінець, згодом нічого не буде, нічого. Я відчуваю, що ви повинні дивитись правді прямо в очі. . . Заперечувати смерть та її силу марно. Заперечувати це чи ні, ти все одно помреш. . . Дурно протестувати проти смерті як такої, але ви можете і повинні протестувати проти насильницької смерті. Погано, коли люди вмирають раніше свого часу від хвороб чи бідності, але гірше, коли людину вбиває інша людина.
Відсутність симфонії викуплення або трансцендентності викликало критику не лише в Радянському Союзі, але й на Заході, де твір вважався як нав'язливим, так і обмеженим духовно. Шостакович твердо вирішив уникнути помилкової втіхи. Цей намір був головним стимулом для написання роботи. Деякі виявили, що робота, присвячена людській смертності, була висловлена з надзвичайною ясністю. Інші вважають твір похмуро песимістичним і, особливо на початку «De Profundis», практично нігілістичним.